# Laotisch-osttimoresische Beziehungen
Die Staaten Laos und Osttimor unterhalten freundschaftliche Beziehungen.

## Geschichte
Laos und Osttimor nahmen am 29. Juli 2002 diplomatische Beziehungen auf.
2019 besuchte der osttimoresische Außenminister Dionísio Babo Laos. Man beschloss einen weiteren Ausbau der Beziehungen. Man plant Kooperationen bei den Themen Industrie, Landwirtschaft, Warenverkehr, Arbeit, Tourismus und Berufsbildung. Potential sieht man beim Austausch von Erfahrungen in den Bereichen Fischerei, Öl- und Gasgewinnung, Kaffee- und Reisanbau, Tourismus und Flugverkehr.
Osttimor stellte Laos 2018 nach der Flutkatastrophe durch den Dammbruch beim Xe-Pian Xe-Namnoy Hydroelectric Power Project 750.000 US-Dollar für den Wiederaufbau zur Verfügung.

## Diplomatie

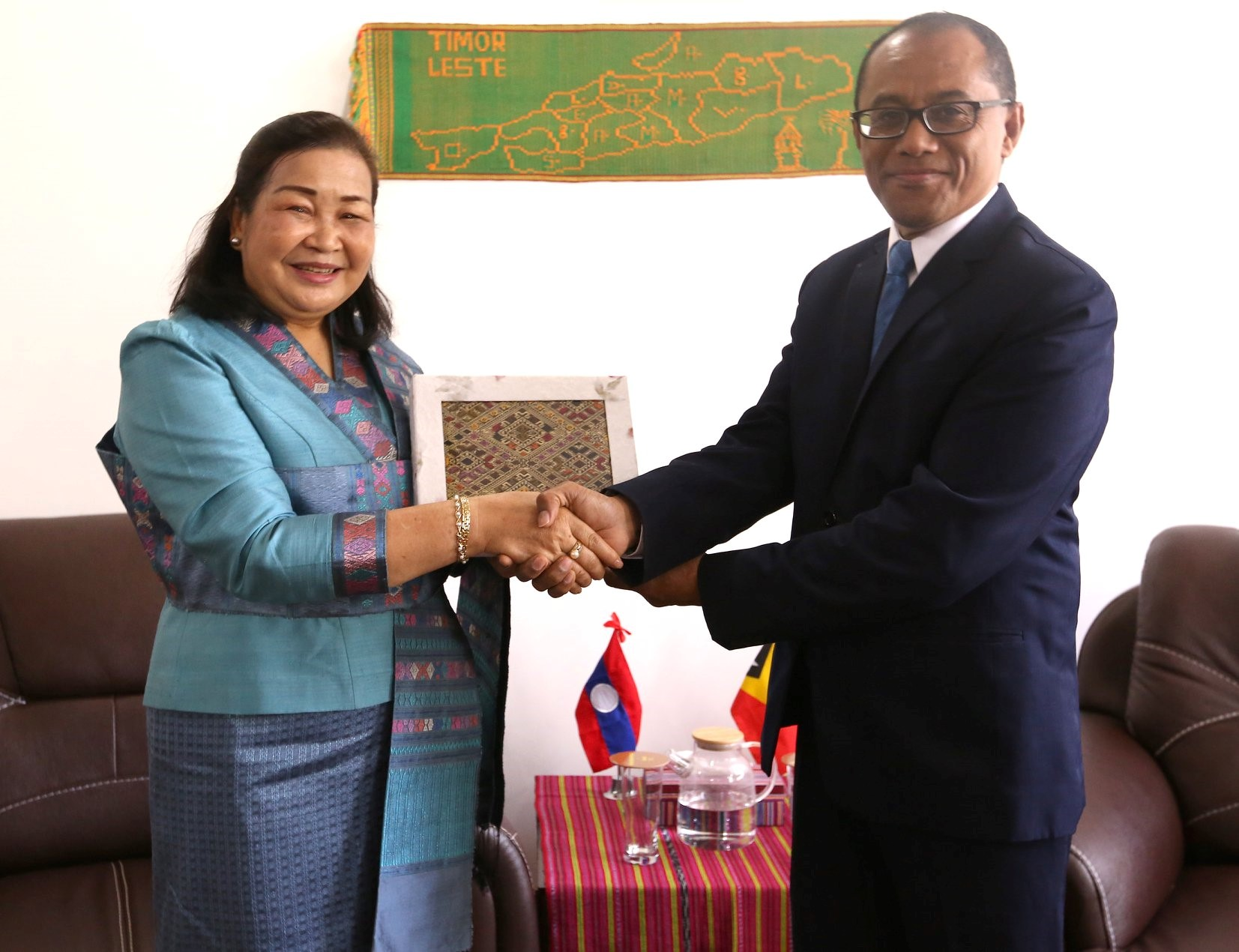
Laos Botschafterin Phavanh Nuanthasing bei Osttimors Außenminister Dionísio Babo (2019)

Seit 2016 hat Osttimor einen Botschafter in Vientiane. Erste Botschafterin des Inselstaates wurde Natália Carrascalão Antunes.
Laos unterhält in Dili keine Botschaft. Zuständig ist die Botschaft im indonesischen Jakarta.

## Wirtschaft
Laos ist Mitglied der ASEAN, der Osttimor beitreten möchte. 2016 gab es in Laos noch Bedenken bezüglich eines Beitritts Osttimors.
Für 2018 gibt das Statistische Amt Osttimors keine Handelsbeziehungen zwischen Osttimor und Laos an.

## Einreisebestimmungen
Osttimoresen erhalten bei der Einreise in Laos ein Visum.